# Cotinis mutabilis
El mayate  (del náhuatl máyatl) escarabajo verde de junio o pipiol, Cotinis mutabilis, (no confundir con Cotinis nitida que tiene aspecto similar, pero para nada es igual) es un coleóptero polífago de la familia de los escarabeidos (Scarabaeidae). Se halla en la mitad sur de América del Norte.

## Descripción

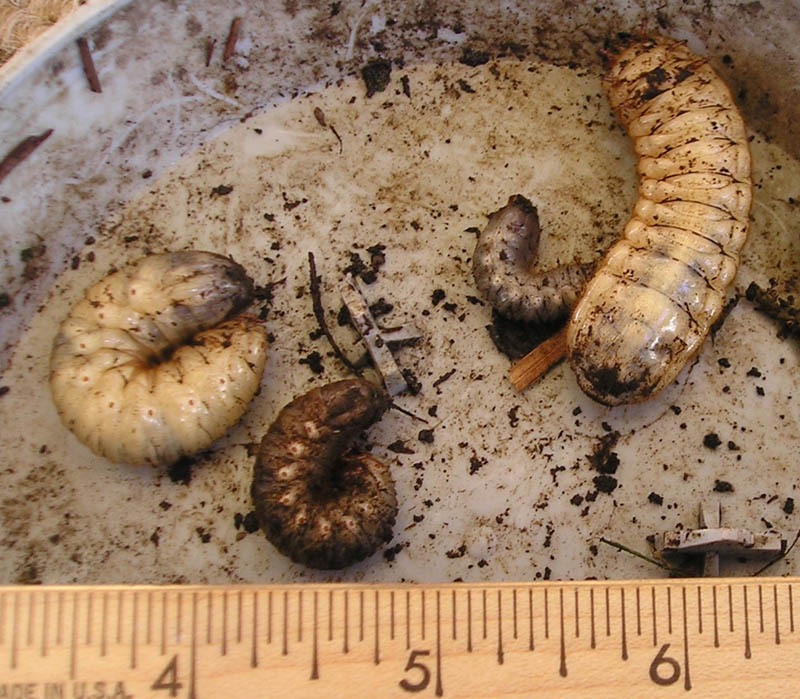
Varias fases larvales, tres de ellas en la típica forma de “C”; en la mayor de ellas (arriba derecha) son visibles las patas.

El adulto mide de 2 a 3,4 cm. Son verde brillante metálico por arriba y negro el vientre y las patas. Están activos durante el día, con frecuencia a la sombra de árboles (en México recurren comúnmente a los mezquites y pirul (Schinus molle) para buscar un lugar para colocar sus huevos y esperar pareja. Al volar zumban de modo parecido al del abejorro debido a que no necesitan abrir los élitros. Las larvas crecen hasta 5 cm, son gruesas, blancas con la cabeza oscura, y tienen seis patas pequeñas e inútiles para caminar.

## Ciclo de vida
Las larvas suelen criarse en estiércol y alimentarse de este, principalmente de bovinos. Los adultos aparecen en junio. Se alimentan de frutos muy maduros o blandos (en Estados Unidos le llaman "escarabajo come higos"), pues no pueden morder materia dura. Más daño causan las larvas pues en algunas ocasiones penetran en el suelo y se alimentan de la raíz del pasto.

## Control de plagas
Girar con frecuencia las boñigas para que las larvas queden expuestas a los depredadores es el mejor método no químico de control de plagas.

## Juego
Algunas personas atrapan mayates adultos y les atan un hilo entre los élitros o en una de sus patas, sujetando el otro extremo para que vuelen alrededor del niño como si fuese un avión de juguete: esto no se debe hacer, pues pueden terminar arrancando la pata y se debe tomar en cuenta que esta práctica no es ética en el trato a los animales.